# Naoki Tajima
Naoki Tajima (japanisch 田島 尚輝 Tajima Naoki; * 21. September 2000 in Kumamoto City) ist ein japanischer Tennisspieler.

## Karriere
Tajima spielte bis 2018 auf der ITF Junior Tour. Das Erreichen des Viertelfinals in Wimbledon 2017 war sein bestes Einzelresultat bei Grand-Slam-Turnieren. Im Doppel zählten der Finaleinzug mit Shinji Hazawa 2016 beim Orange Bowl und der Titel 2018 bei den French Open 2018 mit Ondřej Štyler, den er ohne Satzverlust gewann, zu seinen größten Erfolgen. Gegen Štyler (und dessen Partner Nicolás Mejía) verlor Tajima an der Seite von Rinky Hijikata später im Jahr 2018 im Halbfinale von Wimbledon. Bei den Olympischen Jugend-Sommerspielen 2018 gewann er mit Yūki Naitō die Goldmedaille für Japan ohne einen Satz abgeben zu müssen. Mitte 2018 stieg er auf Platz 8 der Junior-Weltrangliste.
Bei den Profis spielte Tajima 2017 sein erstes Turnier auf der drittklassigen ITF Future Tour. 2018 war er das erste Mal in der Tennisweltrangliste platziert. 2019 gelangen ihm erstmals Erfolge bei den Profis, dreimal schied er erst im Halbfinale von Futures aus, einmal schaffte er den Weg ins Endspiel. Im Doppel gewann er seine ersten zwei Titel. 2020 spielte er nur wenige Turniere, stieg in der Einzel-Rangliste aber im Januar auf sein Karrierehoch von Rang 603. 2021 zog er das zweite Mal in ein Einzel-Endspiel eines Futures ein. Danach folgte ein Negativlauf bis Ende 2022, in dem er nicht mehr über die zweite Runde bei einem Turnier hinaus kam. Im gleichen Zeitraum zog er in einige Finals im Doppel ein. Zum Jahreswechsel 2021/2022 gewann er drei aufeinanderfolgende Turniere und zog damit in die Top 500 ein. Platz 424 im Oktober 2022 wurde sein neues Karrierehoch.

## Erfolge
| Legende (Anzahl der Siege) |
| Grand Slam                 |
| ATP Finals                 |
| ATP Tour Masters 1000      |
| ATP Tour 500               |
| ATP Tour 250               |
| ATP Challenger Tour (1)    |

### Doppel

#### Turniersiege
| Nr. | Datum        | Turnier | Belag     | Partner           | Finalgegner                          | Ergebnis         |
| --- | ------------ | ------- | --------- | ----------------- | ------------------------------------ | ---------------- |
| 1.  | 24. Mai 2025 | Tiflis  | Hartplatz | Masamichi Imamura | Siddhant Banthia Ramkumar Ramanathan | 1:6, 6:3, [10:5] |